# Hugo Junkers
Pour les articles homonymes, voir Junkers (homonymie).
Hugo Junkers, né le 3 février 1859 à Rheydt en province de Rhénanie et mort le 3 février 1935 à Gauting, près de Munich, est un ingénieur allemand, pionnier de la construction aéronautique. En 1895, il fonde la société Junkers & Co.

## Biographie
Après ses études aux universités de Berlin, Karlsruhe et Aix-la-Chapelle, il collabore avec Wilhelm von Oechelhäuser jun. (de), le directeur de la société Continental-Gasgesellschaft (de) de Dessau, à la conception d'un moteur destiné aux hauts fourneaux des Forges Phoenix (de) de Hoerde, quartier du sud de la ville de Dortmund, pour une génératrice de type dynamo. Junkers conçoit un moteur deux-temps à pistons opposés, carburant au gaz de haut fourneau, livré en 1896 et développant une puissance de 220 ch.
Junkers développe l'idée. Avec l'appui de von Oechelhauser, il fonde un institut de recherche pour les moteurs à gaz, et conçoit sur le principe des pistons en opposition, des moteurs à essence, puis des moteurs diesel stationnaires et pour véhicules à très faible consommation. Ceci lui permet de financer par la suite ses autres travaux de recherche.
Les résultats des essais effectués dans sa propre soufflerie le poussent à réaliser des avions autour de structures métalliques, en remplacement de tout autre matériau. Il construit dans les années 1914-1915 le premier avion entièrement métallique au monde, le Junkers J 1. Après la Première Guerre mondiale, il fabrique le Junkers F 13, premier avion de transport commercial entièrement métallique. Cet avion est considéré comme le prototype de tous les suivants jusqu'au Ju 52 qui connait un immense succès, tant dans ses utilisations civiles que militaires. Beaucoup de blessés doivent leur salut à leur évacuation rapide par cet avion, qu'ils appelaient affectueusement la Tante Ju (prononcer 'you') car, tout comme le mot « navire » en anglais, le mot « avion » (die Flugzeug) est féminin en allemand.
Afin d'obtenir des revêtements d'ailes et de fuselage à la fois légers et rigides, Junkers utilise abondamment le procédé de la tôle ondulée, relativement peu pénalisant aux basses vitesses sur le plan aérodynamique, un procédé également utilisé en automobile par Citroën pour la 2CV et le fourgon Type H ainsi que pour les bâtiments à construction rapide de l'architecte Jean Prouvé.
Ses recherches pionnières en aérodynamique attirèrent également l'attention de Manfred Curry (en), multiple champion de régates à la voile qui utilise les souffleries de Göttingen et de Dessau pour perfectionner les gréements et les voiles des yachts de  course car, dans leur principe une aile d'avion et une voile de bateau ont un fonctionnement très similaire.
Dès 1933 cependant, Hugo Junkers est dépossédé de son usine par le pouvoir nazi, pour s'être opposé à lui et avoir refusé de construire des avions militaires, et se retire à Garmisch-Partenkirchen. Il meurt le 3 février 1935 à Gauting, près de Munich, et est inhumé dans la sépulture familiale du cimetière Waldfriedhof de Munich.